# 천도교
천도교(天道敎)는 동학을 계승하여 발전된 한국의 신흥 종교이다. 1860년 조선 말기에 대신사 최제우 선생이 민족주의 이상향의 신앙을 제창하며 창립한 동학을 1906년 3대 교주 손병희가 천도교로 개편하였다.
천도교는 1907년 종교의 자유를 인정받았다. 1860년을 포덕 원년으로 삼으며 동학을 계승한다. 초창기에는 일제강점기에 3·1운동에도 주도적으로 참여하는 등 활발한 교세를 이어갔었다. 또한 '포덕'(布德)이라는 연호가 존재하는데, 최제우가 용담정에서 한울님에게 계시를 받았다는 1860년(조선 철종 25년)을 원년(1년)으로 하여 천도교 내에서 지금까지도 계속 사용하고 있다.

## 역사

### 의암 손병희 선생의 천도교 조직사업
동학 농민 운동이 진압되고 동학의 2대 교주인 최시형(崔時亨)이 1898년 순교한 뒤, 3대 교주가 된 손병희(孫秉熙)는 교정일치론(敎政一致論)을 강조하며 조직의 재정비와 여러 가지 개혁적인 시도를 감행하였다. 그러나 그는 조선정부의 탄압으로 중국을 거쳐 1901년 안경장수로 위장하여 일본으로 건너갔고, 그해 9월 잠시 귀국하였다가 1902년 다시 일본을 거쳐 미국에 가고자 했으나 일제의 방해로 일본에 머무르게 되었다. 이때 일본에 망명중이던 개화파 지식인들과 교류하며 새로운 인식을 얻는 한편, 국내와의 연락을 통해 교인들을 규합하여 동학을 재정비하였다. 그러나 손병희의 일본 체류가 결과적으로 일본제국주의에 대한 동학교도들의 민족적 저항력을 약화시키게 되어, 동학교도들이 기존 정치체제의 개혁세력으로 참여하기 위해 1904년 9월부터 전국적으로 조직하였던 진보회가 친일단체화하기에 이르렀다. 이에 손병희는 정교(政敎) 분리의 원칙을 내걸고 종교로서의 동학을 고수하고자 1905년 12월 1일 교명을 ‘천도교’로 개칭하였다.
1906년 귀국하여 교회를 재조직하기 시작하였으며, ‘천도교대헌’을 반포하고 새로운 교단조직을 확립하였다. 서울에 중앙총본부를 두어 대도주(大道主)가 관할하게 하였고, 지방을 72개 대교구로 분할하여 교령(敎領)이 담당하도록 하였다. 또한 정당활동을 금지하고, 교리·교체(敎體)·교제(敎制)·오의(五儀；呪文·淸文·侍日·誠米·祈禱)를 제정하였으며, 다수의교서를 발간하여 동학 이래의 사상체계를 확립하였다.

### 삼일운동
새로운 교리와 체제가 확립되자 10년부터 포교활동과 함께 출판·교육 등의 문화운동을 전개하여 교세가 비약적으로 발전하게 되었고, 그 결과 3·1운동에서 천도교가 기독교, 불교와 더불어 민족대표로 참여하여 중추적 역할을 담당하였다. 많은 교도들이 옥고를 치르고 일제의 탄압을 받았으나, 1919년 9월 천도교 청년교리강연부를 설립하고 이듬해 이를 천도교청년회로 개편하여 전국지부를 결성하는 등 지속적인 활동을 전개하였다.

### 교육사업
1920년에 종합잡지 《개벽》을 비롯하여 《신여성》·《학생》·《어린이》 등의 월간잡지를 간행하였는데, 특히 《개벽》은 일제의 탄압으로 1926년 통권 72호로 폐간될 때까지 천도교 교리를 통해 민중의 주체적 자각과 근대문물 섭취에 크게 이바지하였다. 의암 손병희 선생의 사위인 소파 방정환 선생도 천도교 교당에서 동화구연을 하고, 《어린이》를 발행하는 등 어린이 교육사업에 헌신하였다.

### 농민운동
세계일보에 따르면 천도교는 협동조합, 농민교육 등의 농민운동을 했다.
천도교 청년당은 1908년 일제가 토지조사령 등 명목으로 토지 수탈을 감행하자 농민부를 비롯한 7부문 운동을 전개하면서 농민운동에 적극 대처했다. 1925년에는 조선농민사를 창립한 뒤 월간 ‘조선농민’을 발간해 농민교양사업에 힘썼다. 농민사는 1931년 농민공생조합을 결성, 전국적으로 공동경작을 시행하는 한편 평양에 농민고무공장을 만들어 고무신을 염가에 공급했다. 1937년 일제의 대륙 침략(중일전쟁)으로 국내 모든 자생적 농민운동이 막을 내리기 전까지 천도교 농민운동은 당시 사회주의 계열인 조선농민총동맹보다 더 큰 규모로 농민운동을 이끌어 갔다.

### 천도교 청년당
1923년 천도교청년회를 개편하여 천도교청년당을 세우고 학술연구부를 두어 〈자수대학강의(自修大學講義)〉를 발행함으로써 한국청년의 지적 향상을 도모하였다. 한편 1921년에 교회의 중앙전제(中央專制) 가 지방대의제로 개정되고 교주제가 중의제(衆議制)로 변경되었는데, 이듬해 손병희가 죽자 이러한 신파는 ‘천도교연합회’를 결성하고 구파와 대립하였다. 또한 박인호(朴寅鎬)의 제4대교주 인정문제를 둘러싸고 이를 인정하는 교인대회파와 부정하는 중앙종리원파 및 통일기성회파가 대립하였고, 1926년 교인대화파와 통일기성회파가 타협하여 중앙종리원을 만들면서 신구 중앙 종리원이 공존하였다. 이듬해 구파 종리원에서 교인대회파가 다시 분리되었다. 1931년 신파측의 천도교청년당과 구파측의 천도교청년동맹이 합쳐 천도교청우당을 발족하였고 이후 교회조직이 강화되었다. 그러나, 1934년 독립만세운동을 벌이려다 230명이 검거된 천도교오심당사건이 일어났고, 1937년 천도교청우당이 해체당하는 등 일제의 탄압을 받았다.

### 광복이후
광복 후 남·북지역 교도간의 연락이 어려워졌고 1948년에 남한에서는 신구파가 합쳐졌으나 북한의 교회활동은 위축되었다. 남한에서는 1953년 서울 수복 후 중앙총부를 서울로 이전하였고, 1961년 최시형·손병희의 법설이 포함된 〈천도교경전〉이 간행되었으며 1972년 천도교의 중심역할을 하는 수운회관(水雲會館)이 준공되었다.

## 조직 및 운영
천도교의 최고 지도자는 교령이라 불리고, 대의원 회의에서 선출된다. 교령의 임기는 3년이고, 단임제이다. 현 교령은 2019년 3월 15일에 열린 제39차 정기전국대의원대회에서 당선된  제35대 송범두 교령.

## 교세 및 현황

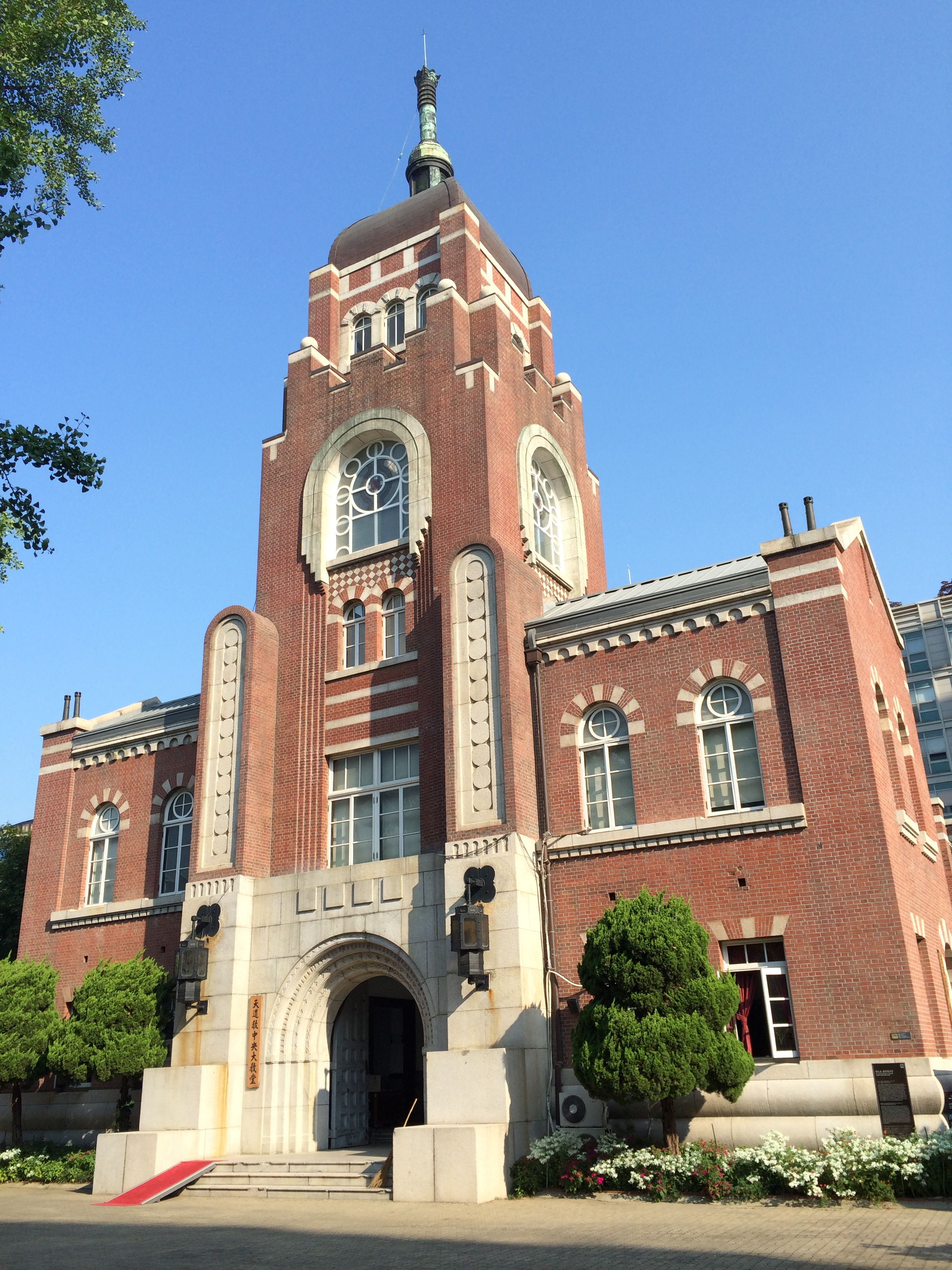
천도교 중앙대교당

1920년대에는 신도 수가 300만 명에 이르렀으나, 1922년 손병희 교조의 죽음으로 신·구파로 갈리며 교세가 하락하기 시작하였다. 1930년에 두 교파는 잠시 결합했다가, 1932년 다시 갈라서고, 1940년에 다시 합쳐진다. 1970년대 초에 천도교는 대통령 박정희의 지원을 받고, 용담정이 복구되고 수운회관도 세워졌으나, 당시 외무장관까지 지냈던 최덕신 교령이 월북하는 사건이 벌어진다. 이어 1997년에는 오익제 교령까지 월북하면서, 어려움을 겪었다. 현재 신도 수는 10만 명 정도로 추정되며, 100여 개의 교구가 있다.

## 같이 보기
- 동학
- 동학 농민 운동
- 개벽
- 인내천